# Миллер, Джордж Артур
Джордж Артур Миллер (англ. Charles Darley Miller, 8 декабря 1867, Лондон — 21 февраля 1935) — британский игрок в поло, чемпион летних Олимпийских игр 1908.
На Играх 1908 Миллер выступал за команду Роухэмптон, которая, выиграв оба матча против других команд, стала победительницей и получила золотые медали.